# アイスホッケー
アイスホッケー（英: ice hockey）は、天然または人工氷のスケートリンク上で、スケート靴を履いて行われる団体スポーツ競技。陸上で行われるホッケーの形式を氷上に持ち込んだものである。2チームが長方形（楕円形）をしたリンクの中で、スティック (Ice hockey stick) （長い柄の先端部分に角度をつけ湾曲させた杖状の用具）を用いて硬質ゴムでできた扁平な円柱状の パックを打ち合い、相手方のゴール (Goal (ice hockey)) に入れることで得点でき、その得点を競うゲームで、いわゆる『氷上の格闘技』とも呼ばれている。漢字を当てて氷球（ひょうきゅう）と表記される。

2006年トリノオリンピックの試合の模様（動画）

スケートを用いるため、グラウンド上の同種競技と比べ格段に速いスピードが出てゲームをスリリングなものにするが、接触等による危険が高いため全身に防具を装着してプレーを行うことが義務づけられている。
カナダでは最も人気のあるスポーツであり、北米のプロアイスホッケーリーグであるNHLはいわゆる北米4大プロスポーツリーグ(他はNFL・MLB・NBA)の一つに数えられる。一方、アメリカではサッカー人気の台頭からアイスホッケーの代わりにサッカーを4大スポーツの一つと見做す意見が増加傾向にある。近年ギャラップやピュー研究所が実施したアメリカの人気スポーツ世論調査の結果によると、サッカーに抜かれ5番手以降に順位を下げている。
アイスホッケーが盛んな国として、世界ではアメリカ、カナダ、ロシア、スウェーデン、フィンランド、チェコ、スロバキア（1993年以前、前2国はチェコスロバキア）、ベラルーシ、ラトビア、スイスなどが挙げられている。冬季オリンピックなどでこの競技を統括する国際アイスホッケー連盟（IIHF）の加盟国（または地域）は2015年現在で74か国になっている。

## 歴史

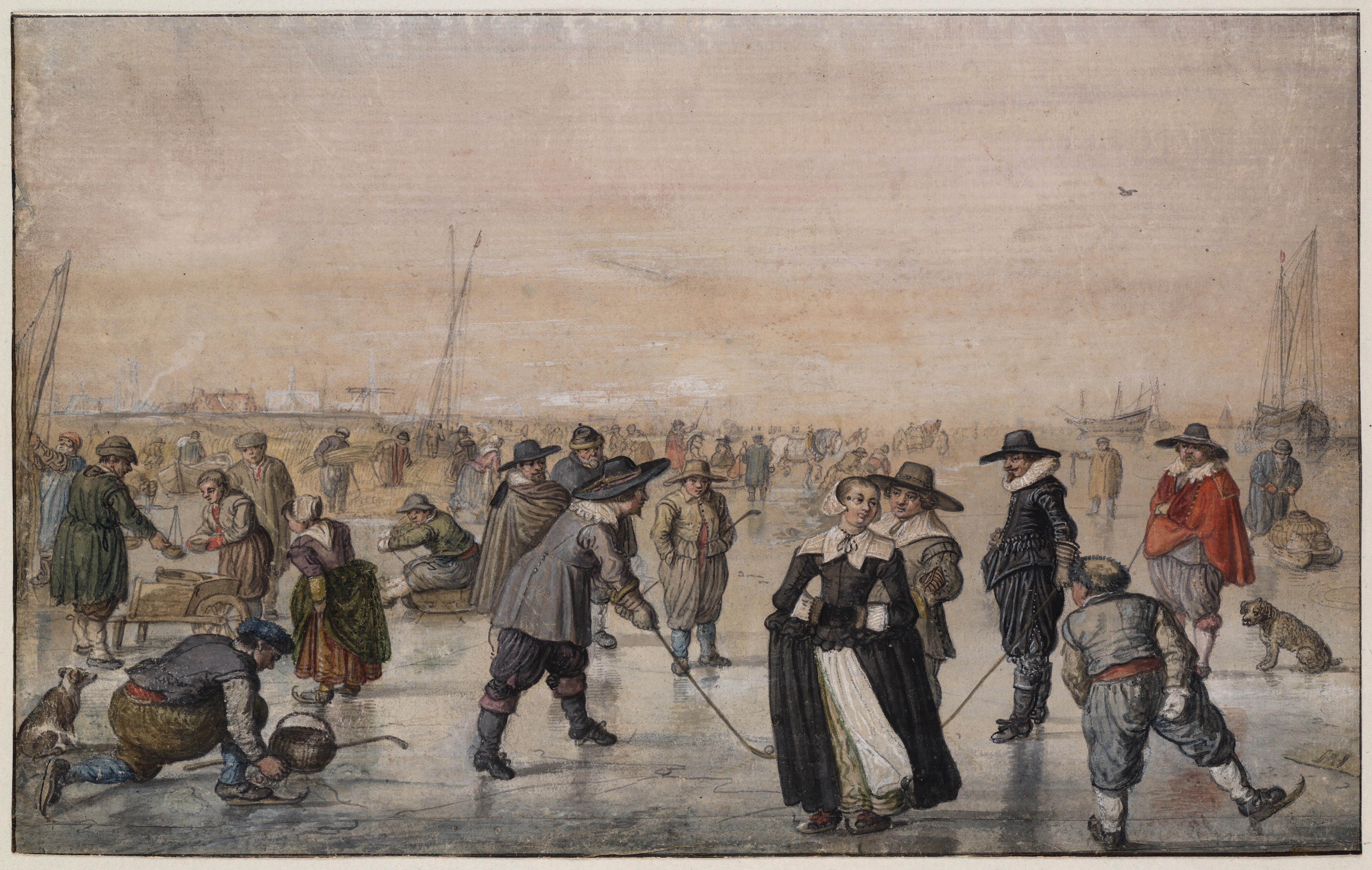
『氷上の光景』Hendrick Avercamp (1585-1634)

アイスホッケーの起源については、さまざまな説がある。
16世紀のオランダの絵画（例えば、Romeyn de Hooghe や Hendrick Avercamp の作品）には凍結した運河の上で、市民がホッケーに似たようなスポーツを行っている光景が描かれている。もっとも、これらの絵画で描かれているスポーツは、ホッケーというよりはむしろゴルフやポロに近いとする説もある。
スコットランド発祥のシンティ(Shinty)、アイルランド発祥のハーリング（Hurling）、ネイティブアメリカンのチペア族のプレイしたバゲタウェイ（Baggataway）などのスポーツが起源であると考える説もある。これらのスポーツについて近代的なアイスホッケーとの主な相違点を挙げると、シニーやハーリングにあってはゴーリーが不在、スケート靴を履かない点があり、バゲタウェイにあっては出場選手の数が多い点などがある。このほかにもホッケーの原型に当たる競技として、イングランドのバンディ（Bandy）やフィールドホッケー（Field Hockey）、カナダのシニー（Shinny）やリケット（ricket、ノバスコシア）、米国のアイス・ポロ（Ice polo）などが挙げられる。
1763年にフランスからカナダ領土を勝ち取ったイギリス人兵士達は、フィールドホッケーの経験と、ノヴァスコシアの原住民が行っていた競技、ラクロスを組み合わせ、凍結した河川、湖、池などでカナダの長い冬の慰みとしたと伝えられる。フィールドホッケーのボールは余りにも飛びすぎて危険だったため、ボールを小さめにして飛ばないように工夫をされたという。またサッカーやフィールドホッケーと同じくゴールの代わりとして氷柱を代用したり、また両チームが均等な人数ならば試合が可能とされていた時代もあった。
近代的なアイスホッケーの起源のみに限定しても、カナダのモントリオールとする説の他、キングストン、ウインザー、ノヴァスコシアなどもその発祥地として名乗りを上げている。

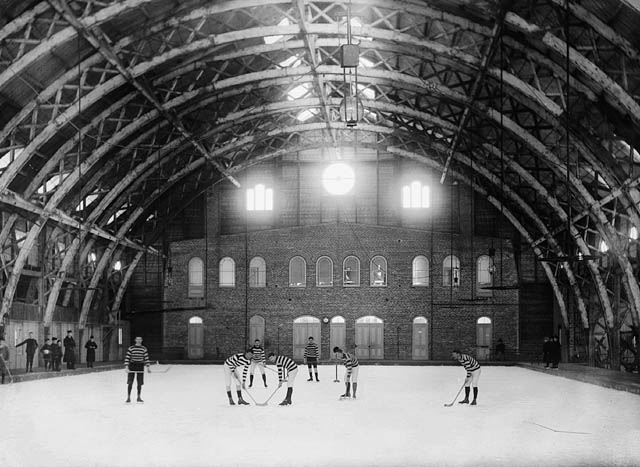
初期の屋内リンク

今日行われるような屋内でのアイスホッケーのルーツは19世紀、カナダでフィールドホッケーを氷上で行った遊びにあるとされている（モントリオール市の公報には、1875年3月3日に初の屋内試合が行われたとの記録がある）。
1877年には、マギル大学の学生であった、ジェームス・クライトン、ヘンリー・ジョセフ、リチャード・F・スミス、W.F.ロバートソン、W.L.マリー、フランク・パトリック、レスター・パトリックらが、乱雑であった試合に意味を持たせるためラグビーなどのルールを参考にして7つのルールを整備し、地方紙上で発表した。ルール整備によってゲームが洗練されると、アイスホッケーの人気は高まり1883年にはモントリオールの冬祭り（Winter Carnival）の行事に組み込まれるようになった。
この前後からアイスホッケーはカナダ各地で実施されるようになり、1887年にはオンタリオ州でアイスホッケーのリーグ戦も開催された。さらに1896年にはアメリカでも公式戦が開催され、1897年にはカナダ・モントリオールで現在のルールが制定されるなど、アイスホッケーは北米を代表するウィンタースポーツとしての地位を確立した。
1888年に時のカナダ総督スタンレー卿は、この冬祭りを見物した折にこの競技に感銘を受けて、ベストチームに優勝杯を贈ろうと考えたとする説がある（もっとも、彼の妻や子供達の方がこの競技に熱心であったという説も有力である。）。これが今もNHLの優勝チームに授与されるスタンレー・カップの起源とされる。なお、スタンレー卿の子供が本国のイギリスにアイスホッケーに関する知見を持ち帰って、そこからヨーロッパにこの競技が広がったといわれる。
世界初のプロ選手によるリーグ戦ナショナルホッケーリーグ（NHL）は1917年度からカナダで開始され、以来毎年11月から翌年6月にかけてアメリカ、カナダの各地で氷上の格闘技といわれる激戦の数々を開催してきた。また1997年のシーズン開幕戦は初めての海外興行として日本の東京（代々木第1体育館）で「バンクーバー・カナックス vs マイティーダックス・オブ・アナハイム」の試合が開催された。
オリンピックで初めてアイスホッケー競技が実施されたのは、1920年のアントウェルペン（アントワープ）大会。当時はまだ、冬季オリンピックが実施されておらず、夏季オリンピックで実施された。
1924年シャモニー・モンブランオリンピックが第一回冬季オリンピックとして開催、アイスホッケー競技も実施されたことから、アントワープオリンピックのアイスホッケー競技は、夏季オリンピックで実施された唯一の大会である。
1998年の長野オリンピックからは、プロ選手の出場が認められており、現在でも冬季オリンピックの大会中でもメイン競技のひとつに挙げられている。

## ゲームの概要

### 競技場
試合は、ホッケーリンクと呼ばれる表面に氷を張った専用の競技場で行われる。
リンクには、中央の赤いセンターライン（またはレッドライン）とそれをはさんだ2本の青いブルーライン（またはオフサイドライン）という3本の太い線があり、他にゴールラインという赤の細い線もある。ブルーラインを境界として、敵ゴール側をアタッキングゾーン、味方ゴール側をディフェンディングゾーン、中間をニュートラルゾーンという。
フェイスオフ・スポットは、リンク中央の他に、オフサイドライン手前、アタッキングゾーン、ディフェンディングゾーンでそれぞれ左右に設けられ、全部で9箇所ある。オフサイド、アイシング・ザ・パック、センターラインパスの判定は、この線を基準に行われる。なお、専用リンクの外周はボードと言われるフェンス状の囲いで覆われており、このボードをパックが越えない限りアウトオブバウンズとはならないので、プレーをいたずらに中断させることがなく、またボードの反発を利用したパスを行うことも可能である。
アイスホッケーにおいては、ゴールの裏側においてもプレイ可能であり、他の競技にはない大きな特徴となっている。攻防の要衝となる非常に重要なエリアである。

### プレーヤーの人数
氷上に一度に出ることができる選手は、各チーム6名（キーパー１人を含む）までと決められている。その際、選手はスケート靴を着用する。また、危険を伴う競技のため、防具は正しく装着されていなければ出場できない（なお、近代的なアイスホッケーのルールが整備された19世紀後半においては、プレーヤーの人数は当初、各チーム9人であった。1884年にモントリオールでフィギュアスケートの選手からの「あまりホッケーの人数が多いとリンクが傷みやすく危険である」との声を受けて7人に減少し、その後6人となった経緯がある）。
1チームは通常、氷上およびベンチ入りの選手を合わせ、2人のゴールキーパーを含めた18名から23名程度のロスター（登録）選手で構成される場合が多い。控え選手 (Substitute) 、コーチ、監督は、リンクサイドのボックスに入る。運動量が多く疲労がたまりやすいので、攻撃陣、守備陣（ゴールキーパーを除く）は、あらかじめセット・ユニット・ラインと呼ばれる組を編成する。競技の特性から長い時間プレーを連続することが難しいため、40秒から50秒程度で組を随時交代しながら試合を行う。
役割
- フォワード (アイスホッケー)
- ディフェンス (アイスホッケー)
- ゴールテンダー（ゴールキーパー）
- エンフォーサー (アイスホッケー)（英語版）（別名:fighter、tough guy、goon） ‐ 非公式な役割で、反則や乱暴なプレーが起こされる場面に対応・牽制することを求められる。

キャプテン
キャプテンは、ユニフォームの左胸（チームによっては右胸）にCのマークを装着する。また、キャプテン代行（オルタネイト<Alternate>キャプテン）はAのマークを装着する。審判の判定に対するクレームは、原則としてキャプテンのみに与えられた権利とされるが、キャプテンが氷上にいない場合にはキャプテン代行がこの権利を代行して行う。NHLにおいてはローテーション制のキャプテン（かつてのミネソタ・ワイルド）、アルタネートキャプテン3人（現在のモントリオール・カナディアンズやトロント・メープルリーフス）も認められている。

#### ポジション
6人の選手のポジションの構成は、攻撃陣に左右2人のフォワードと守備陣にディフェンス2人、攻撃と守備の両方を行うセンター1名と、重装備に身を固めたゴールキーパー1人という配置が一般的であり、チームが反則を犯すと人数が減り攻撃の可能性が低くなるため、フォワードのポジションを1名ずつ欠いて守備重視にして行く布陣をとる場合が多い。ただし、ゴールキーパーをベンチに下げて、代わりに攻撃用の選手を投入する、エンプティ（6人による攻撃）もルール上認められており、ゲーム終盤に得点で負けているチームが、追撃の可能性を高めるために行うことが多い。

### 審判員

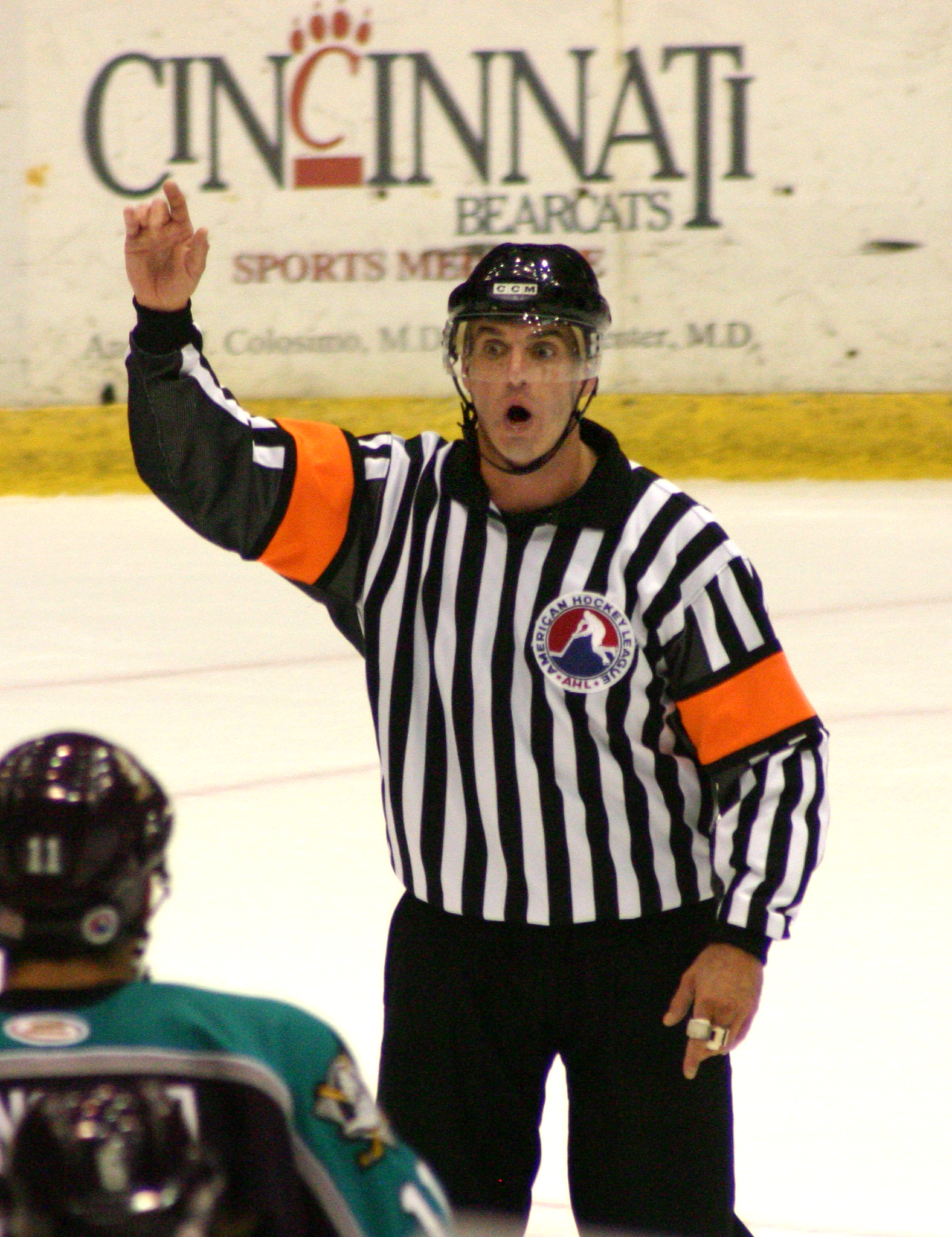
AHLの審判(レフリー)

審判は基本的にレフェリー2名、ラインズパーソン2名の4審で行いこの他にリンク外のゴール真後ろにあるボックスにゴールジャッジが1人ずつ配置され6人でされる。レフェリーとラインズパーソンは黒と白の縦縞のセーターと黒のヘルメットを着用する。レフェリーのみ袖にオレンジの腕章を着用する。基本的にペナルティを取るのはレフェリーの権限である。ベンチの反対側には反則選手を収容するペナルティボックスがあり、ペナルティベンチアテンダントが入口の開閉や反則時間の管理を行う。その中間にはオフィシャルボックスがあり、タイムキーパー・スコアラー・アナウンサーが任に就く。オフィシャルボックスとゴールジャッジボックスは、通常透明なアクリル板などの壁と屋根で密閉されている。これは主に防寒のためである。

### 選手交代
選手交代は、いつ、何人でも、何回でもかまわない。その際に審判に知らせる必要はない。
プレー中の選手交代は通常相手チームに攻め込まれている時に行うことはなく、パックを確保しているチームが選手交代を行うか否かを実質的に決めることになる。選手交代のプロセスは、パックを確保したチーム側の選手が自陣ゴールキーパーの後ろに陣取りパックを守っている間に、パックを確保した側から選手交代を始め、その選手交代が始まったことを見て相手側も選手交代を始めるのが普通である。なお、選手交代といえどもプレー継続中であるので、油断していたり選手交代に手間取っていたりすると相手側が攻撃してくる可能性があり、互いに相手の動きを監視しながら素早く選手交代を終わらせることとなる。
時計が止まっていればこの制約はなく、選手交代を審判に知らせることで交代完了まで待ってもらえる。
ただしビジターチームはホームチームよりも先に交代を終えなければならない。

### 反則とペナルティ
反則を犯した選手やチームには反則の重さに準じて以下のペナルティが適用される。複数の反則が同時に起きた場合、一人の選手に複数のペナルティを課したり両チームにペナルティを課すこともある。レフェリーは、反則を犯した選手を退場させ、ベンチから退場となる場合以外は原則としてペナルティボックスに収容する。退場時間は以下の通り。
- マイナーペナルティ 2分 - 普通はこれが適用されるので最も多く見かける。
- ダブルマイナーペナルティ 4分
- メジャーペナルティ 5分 - 2回適用されると自動的にミスコンダクト。
- ミスコンダクトペナルティ 10分 - 代わりの選手を投入できる。2回適用されると自動的にゲームミスコンダクト。
- ゲームミスコンダクトペナルティ 試合終了まで - ベンチからも退場。ただし代わりの選手を投入できる。
- マッチペナルティ 試合終了まで - ベンチからも退場。5分間代わりの選手の投入禁止。公式戦の場合関係当局による処分決定まで出場停止。

ミスコンダクトペナルティやゲームミスコンダクトペナルティ、マッチペナルティの場合同時にマイナーペナルティやメジャーペナルティを課せられることが多い。その場合には別の選手が代わりにペナルティボックスに入る。（代行消化）
ペナルティボックスに入るのは反則を犯した当人だが、ベンチペナルティと呼ばれるチーム全体に課される反則の場合は、ゴールキーパー以外の誰が入ってもよい。また、ゴールキーパーの反則の場合も別の選手が代わりにペナルティボックスに入る。ただしゲームミスコンダクトペナルティ以上の反則の場合はゴールキーパーは退場する。代えのゴールキーパーがいない場合、任意の選手が防具を着替えて（10分間の着替え時間が与えられる）ゴールキーパーを務める。
マイナーペナルティに限り以下のルールがある。
- 失点時に1名ずつペナルティボックスから解放される
- 反則行為があっても審判が警笛を吹く前に相手側が得点した場合はペナルティボックス収容を適用しない

またペナルティが複数課せられた場合でもリンク上でプレイできる選手が3人以下になることはない。もし同一チームが3人以上の退場者を出した場合は、最初に起きたペナルティから順番に消化し最初の1名のペナルティが終わった時点で、未消化のペナルティが適用開始となる。そのためペナルティの状況によってはマイナーペナルティでもペナルティベンチに2分以上入っていることになる。
他にゴール近くで、もしくはシュートモーション中の選手に対してGKが反則により攻撃を妨害した場合（守備側の選手がペナルティとなった場合にも）、ペナルティーショット (PS) になることがある。PSは攻撃側は任意の1選手（キャプテンが指名）、守備側はGK（反則退場していても代理のGKがいない場合は出場可）を残して全員がベンチに引き上げる。センターフェイスオフスポットにパックを置き審判のホイッスルにより攻撃側の選手がゴールにパックを運びシュートを行う。打てるのは1回だけでGKがはじいたパックを打ち直すことは不可。またシュートを打たないままゴールラインを割ったときも失敗となる。ゴールを成功した場合は1点が追加される。試合途中の場合成否に関係なくセンターフェイスオフスポットでのフェイスオフとなる。
ペナルティには多くの種類がありそれぞれに対応した審判のジェスチャーがある。ペナルティの種類ごとに適用される退場時間が設定されているが故意であると判断された場合や相手を負傷させた場合は1ランク上（特に悪質性が高いと判定されれば2ランク以上のことも）の退場時間が適用される。

### ペナルティの種類

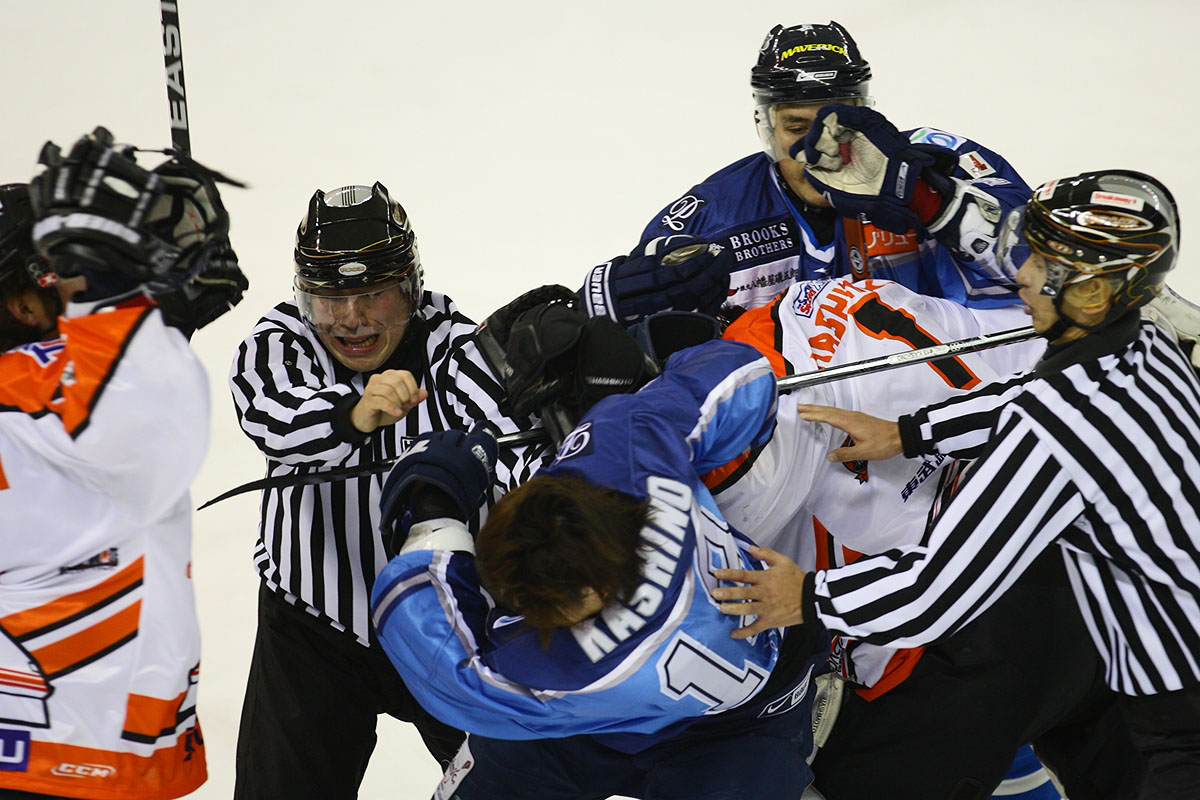
アイスホッケーでは定番の風景 止めに入っている審判はラインズパーソン

ファイティング
手を使った戦い。ただし、北米圏における試合においては条件付きで容認されている(後述)
トリッピング
相手の足にスティックのブレードもしくは足を引っ掛ける。
ダイビング
トリッピングやフッキングに対するオーバーリアクション（わざと転ぶ）。
エルボーイング
肱をぶつける。チェックの際に当たる体勢によっては適用されやすくなる。
ニーイング
膝をぶつける。
ホールディング
相手の身体、ユニフォームなどをつかんだり（ホールディング・アン・オポーネント）、スティックをつかむ。（ホールディング・ザ・スティック）
フッキング
スティックのブレードで相手を引掛ける。
スラッシング
スティックで相手選手の体を叩いたり、相手のスティックを強く叩いたりする。実際に当てていなくても相手を怯ませる目的でスティックを振り回しても適用される。乱闘の最中に振り回した場合はゲームアウト。
ボーディング
チェックなどにより相手選手をフェンスに叩き付ける。フェンスとの間に挟むようにチェックすると適用されやすい。マイナー及びミスコンダクト・ペナルティが科される。
ハイスティッキング
スティックのブレードを肩より高く上げる行為。チェックの際に行うとペナルティになる。相手選手が近くにいないとペナルティにはならないが、高く上げたスティックでパックに触れるとゲームを中断し不利な位置からのフェイスオフとなる。
バットエンディング
スティックの端（ブレードのとは反対）をぶつける。正しくスティックを持っている限り発生しない。小児のアイスホッケーではすぐ成長するとの理由から長いスティックを持たせることが多いため発生しやすい。行おうとしただけでもダブルマイナー。実際に行った場合はゲームアウト。
スピアリング
スティックのブレードの先で相手プレイヤーを突く。ダブルマイナーペナルティ。
チャージング
ジャンプもしくは勢いをつけてチェック。パックを保持していない選手へのチェックはチャージングかインターフェアランスになる。
クロスチェッキング
スティックを相手にぶつけるようにチェックする。チェックする際にスティックを相手と反対に向けるようにすれば防げる。
インターフェアランス
パックを保持していない選手の動きを妨害する。ゴーリー(ゴールキーパー)を妨害することをゴーリーインターフェアレンスという。
クリッピング
相手の前にスライディングするなどして妨害する。パックを保持している選手に対して行うと適用されやすい。
チェッキングフロムビハインド
背面からのチェック。
フィフティカフスまたはラッフィング
必要以上に強い力で、あるいは非常に荒っぽく相手をチェックする。乱闘の際に相手を殴ったときにも適用される。殴り合いのためグローブを外した場合はミスコンダクト。自発的に殴った場合はマッチペナルティ。最初にそれに加勢した選手にもゲームミスコンダクト。反撃した場合はマイナーペナルティだが乱闘しながらリンク外にでるとミスコンダクト。
トゥー・メニー・メン
6人より多いプレイヤーがリンク上に出ている反則。メンバー交代中に不測の事態が起って混乱すると起こる反則。唯一ラインズパーソンも取ることができるペナルティ。
アンスポーツマンライクコンダクト
相手選手や審判、あるいは観客などに対して、暴言を吐いたりスポーツマンらしからぬ言動をしたときに適用される。口汚い言葉を使った場合はミスコンダクト。ヘイトスピーチを行った場合はゲームミスコンダクト。審判に暴力を振るった場合はマッチペナルティ。
ディレイ・オブ・ゲーム
遅延行為。デフェンディングゾーンからベンチ上以外へのアウトオブバウンズなどがあたる。
ヘッドバッティング
頭突きをする行為。マッチペナルティ。
キッキング
相手を蹴る行為。スケート靴には刃がついているため極めて危険。マッチペナルティ。

#### パワープレー
反則によるペナルティーボックスでどちらか一方の人数が少ない場合、人数の多いチームの攻撃を一般にパワープレーと言い、大きな得点チャンスとなる。特に相手が2人少ない場合をツー・メン・アドバンテージと呼び、最大の得点チャンスとなる。またこの時、人数の少ないほうのチームの状態をペナルティキリング（キルプレイ）と言い、通常は守備に徹することとなる。以前は、ショートハンドと称したが短腕症を連想させる等の理由でそう呼ばれなくなった。
反則により選手が退場し選手の少ないチームにはアイシングが適用されない。このため、ペナルティを受け不利な状況にあるチームは、防禦と時間稼ぎをかねてパックを敵側に大きく打ち出す作戦が頻繁に用いられる。一方相手と同じ人数なら双方ともアイシングは適用され退場選手がいてもリンク上の選手が多い側のチームにはアイシングを適用する。
パワープレイの間に得点することを「パワープレイゴール」と呼び、パワープレイゴールが多いと勝ちに繋がりやすい。またペナルティキリングの状態であっても攻撃することは可能で、相手のミスなどからカウンター攻撃で得点することが稀にある。以前は「ショートハンドゴール」と呼んだが最近では前述の理由から「キルプレイゴール」などと呼ばれる。

#### ピリオド終了時
ペナルティによる退場の時間が残ったままピリオドが終了した選手は、インターバルの間はベンチに戻れるが、次のピリオド開始時にはペナルティボックスに戻り、出場までの残り時間はそのまま持ち越す。

### 得点
ゴールは常に1点、基本的にスティックを使ってパックをゴールに入れることが必要とされるが、自殺点はこれ以外でも認められることもある。パックを直接ゴールに入れるのでなければ、手を使って空中にあるパックを叩き落とすことや、スケート靴でパックを蹴ることも認められている。

### 試合時間
試合は、正式にはピリオドと呼ばれる20分の単位を計3回行う。各ピリオドの間には、休憩時間として15分のインターミッションがある。インターバルの間には、プレーで荒れたリンクの表面を整備するための整氷車両、通称「ザンボニー」が登場することがある。
各ピリオドは、両チームのセンター同士が向き合い、ビジターチーム、ホームチームの順にスティックを
氷面につけた後、審判が落下させるパックをスティックで弾き合うフェイスオフによって開始される。またフェイスオフは、得点、反則などがあった場合は特定のフェイスオフ・スポットで行われるが、稀にフェンスを飛び越えてパックがリンクから出た場合（アウトオブバウンズ）はフェイスオフ・スポット以外で行われる場合もある。さらにゴールキーパーがパックを押さえ込んだり、選手の防具にパックが挟まったりした場合も、フェイスオフを行う。
第3ピリオドが終了して同点の場合は、延長戦に突入する。

### 延長戦
第3ピリオド終了時で同点の場合に延長戦に入る。延長戦はオーバータイムやエクストラピリオドとも呼ばれる。第3ピリオドとオーバータイムの間にインターミッションはなく（NHLでは1分、アジアリーグやIIHFルールでの試合では3分間ベンチで休憩）、リンクの整備も行わない。
延長戦は基本的に5分間、先に得点を入れたほうが勝ちとなるサドンデス（いわゆるゴールデンゴール（Vゴール）方式）を採用する。アジアリーグのレギュラーリーグではオーバータイムではゴールキーパーを除き3人対3人（俗に言う 3on3）の状態で行う。5分間を終えて両チームとも無得点の場合、規定により引き分け、再延長、ペナルティ・ショット・シュートアウトのいずれかが適用される。
NHLのプレーオフやアジアリーグのプレイオフでは、再延長として15分のインターミッション後に20分の延長ピリオドが行われる。どちらかのチームが得点を入れるまでこれが繰り返される。そのため最初の20分間で決着がつかない場合、第2延長ピリオド、第3延長ピリオドと続くことになる。

### ペナルティ・ショット・シュートアウト
延長戦で決着がつかない場合はペナルティ・ショット・シュートアウト（PSS）を行い、勝利チームを決める。NHLでは単にシュートアウトとも呼ぶ。PSSは通常のペナルティ・ショットとほぼ同じ要領で、両チーム3回のチャンスが与えられる。3回のチャンスでゴールが決まった数が多い方に得点が1与えられ勝利となる。そのためPSSが行われた試合はPSSでの点差にかかわらず必ず1点差ゲームになる。ペナルティ・ショット・シュートアウトの参加選手、そして順番は各チームの申告で行われる。
3回のチャンスで同じゴール数の場合は1名ずつのサドンデス方式となる。

### 試合の中断
試合中に防具が破壊された（もしくは外れた）場合や負傷者が出た場合は、危険防止のため直ちに試合を停止する。二次的な危険を防ぐため防具の破片などを全て回収するまで再開はしない。
プレー中にスティックが折れた場合は、手元に残ったささくれだった柄の部分をただちに手離さなくてはならない。危険を回避するためであり、従わない場合はペナルティーとなる。なお、その際、新たなスティックをベンチから手渡される形で使用することが可能である。

### ジャッジ
得点、反則などが無効になる場合、審判は野球のセーフのような動作を行う。これはウォッシュアウトという。「セーフ」と口に出す場合もある。

### ボディコンタクト
相手に体当たりして弾き飛ばすことをチェックという。基本的に、パックを保持している選手に対してのみ行うことが許され（保持している選手が相手を弾き返すのは可）、保持していない選手に行うとペナルティ（後述）になる。肩、上腕および臀部で当たることになっている。肘から下や脚を使うことは認められない。ボードにあまり近い場所で行うとペナルティをとられやすい。

### ホームアイスアドバンテージ
他の競技でホームチームが有利な点は地元の声援など間接的な部分のみであるが、アイスホッケーではセット出しやフェイスオフの構えなど、ルールとしてホームチームが有利になっている。これは他の競技には見られない独特なものである。

## 主なルール
ルールには、メジャーなものとしていわゆる国際ルールとNHLルールの2つが存在しており、細部にさまざまな相違点が認められる。

### ゲーム進行上の基本的なルール
オフサイド
アタッキングゾーンにパックが入り込まないうちに攻撃側選手が入り込む、もしくはそこにいる攻撃側選手がパックに触れた場合オフサイドになる。パックを保持したままラインを踏み越しても（踏むだけならワッシュアウト、後述）オフサイド適用。もしパックがニュートラルゾーンに出た場合攻撃側の選手全員がニュートラルゾーンに出る前に攻撃側選手の手によってパックがアタッキングゾーンに運ばれた場合にも適用される。ライン手前のフェイスオフスポットでフェイスオフを行い試合再開。ラインが固定されているので防ぐのは比較的容易だが守備側が作戦として利用することもできる。パスオフサイドの場合パスの出された地点でのフェイスオフ。
アイシング・ザ・パック
アイシングと略されることも多い。センターラインの手前から相手ゴール側に向けてパックを放ちそれが誰の手にも触れずにゴールラインを越えた場合を言う。自陣に攻められている側のチームがパックを取り戻した際、敵陣に向かってパックを放り飛ばして危機を脱する行為を防ぐルールである。
また自陣が攻められ続け、守備側の選手の疲労が大きい場合に、取り戻したパックを故意に敵陣まで放り飛ばしてアイシングを取り、その間に選手を交代させる行為もしばしば見られる。NHLの場合、このような試合の中断をなくすために、アイシングを発生させた側のチームは選手を交代させることが出来ない。
アイシングが発生すると試合は中断し、アイシングを発生させた側のディフェンシングゾーンのフェイスオフスポットまで戻されて試合が再開するため、相手方の攻勢となり失点（相手側では得点）の機会となる。
ペナルティ・キリング（キルプレイ）にあるチームについてはアイシングは適用されず、自陣ゴールに迫ったパックを敵陣深くに打ち出し時間稼ぎができる。
アイシングには「オートマチック」と「ワンタッチ」の2種類が混在しており、例えば国際ルールはオートマチックだがNHLではワンタッチとなる。違いは、クリアされたパックがゴールラインを超えた瞬間無条件でアイシングになるのがオートマチック。これに対してクリアされたパックにクリアしたチームのプレーヤーがタッチした場合はアイシング無効になり、クリアされたチームの選手がタッチをした瞬間アイシングコールされるものがワンタッチとされる。つまりワンタッチの場合はクリアしたパックが相手ゴールラインまで誰も触らずに超えたとしても、そのパックをダンプインとして先に自分のチームが触ればアイシングをクリアでき、そのままプレー続行となる。ワンタッチの場合でも触れたのがゴールキーパーの場合はアイシングにならない。
相手選手がパックに触れることが可能でありながらわざと触れずに避けたと判定されればワッシュアウトとなりアイシングは適用されない。ただしゴールキーパーだけは明らかに間に合う場合でもゴールクリーズから出なければ届かない場合には触れなくてよい。
パックがゴールクリーズに入った場合はアイシングを適用せずプレイ続行(クリーズのラインも含む、ほんの一瞬かすめるのみでもよい)。もっともこれはゴールにパックが入る可能性を意味するので6人攻撃でゴールキーパーがいない時を除けば発生は考えられない(通常であれば間違い無くゴールキーパーが止めて打ち返す)。
ラインパス
センターラインパス、ツーラインパスとも呼ばれる。敵ゴール方向へ向けて前述の太いラインを2本以上またいでパスが成立すると適用される。パスの出された場所でフェイスオフを行い試合再開。国際ルールでは適用されておらず、NHL傘下の北米のホッケーリーグでのみ採用されていたが、2005-2006シーズン以降、廃止された。
インクリーズ
国際ルールではゴールの前にはクリーズ（またはゴールクリーズ）と呼ばれる長方形または半円の部分にゴールキーパー以外の選手は入ることができない。攻撃側の選手が入った状態でのゴールは無効になる。守備側が入って攻撃側のショットを防いだ場合はペナルティショット。NHLルールでは、かつては適用されていたこともあるが、判定を巡るトラブルがあって以降、適用されていない。ちなみにインクリーズ適用の有無に関係無く、ゴールキーパーはクリーズに入った攻撃側選手を排除する行為が認められており、よほど悪質な方法でない限り反則を取られない。一方で攻撃側がこれを防いだり反撃したりすることは認められず、行なえばペナルティ適用の対象となる。
アウトオブバウンズ
パックがフェンスを飛び越えてリンク外部に飛び出した場合即座に時計を止めて近くのスポットと呼ばれるところから試合が再開される。DFゾーン内でクリアのときに故意にパックを出すと、試合を遅らせたということで、マイナーペナルティー、2分間の退場となる。

### ファイティング
北米でのホッケーの試合では一定の条件付きで暴力行為が容認されている。
- 1人の選手が相手に喧嘩をふっかけ、相手が受け入れたら乱闘成立。必ず1対1
- スティックを置き、グローブも脱ぐなど素手で行う。
- 乱闘は、どちらが倒れるか、両方が疲れ果てた時点で終了。
- 乱闘終了後は両者にメジャーペナルティ

乱闘が制度化されているのが他のスポーツにない特徴で、偶発的に発生するのではなく、モチベーションを上げるために戦略的に起こすこともある。このため、エンフォーサーと呼ばれる乱闘専門の選手をチームに雇い入れていることもある。

## 用具
アイスホッケーを行うためには、さまざまな用具が必要となる。なおアイスホッケー用のスケート靴・防具類はアイスクロスでも使用される。

### スティック
スティックはブレード湾曲の向きによって右利き用と左利き用がある。GK用のスティックはブレード部分の高さが高いなど形状がかなり異なっている。

### パック

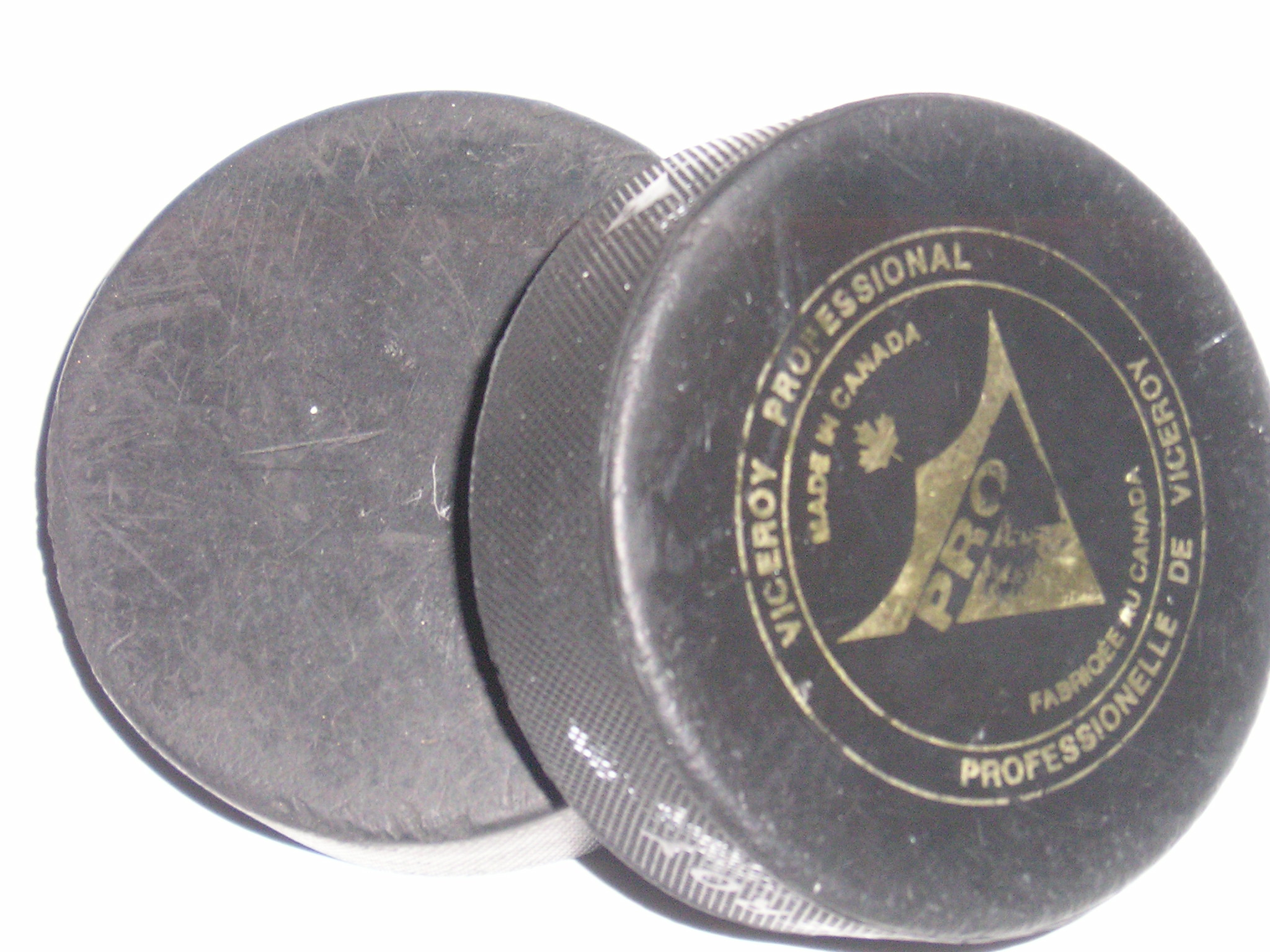
パック

ボールに相当するパックは硬質ゴム製で薄い円柱形をしている。直径7.62cm、高さ2.54cm、重さ156-170g。試合の際にはあらかじめ冷却し、試合中も氷上に置かれるため非常に固くなり、生身に当たると骨折等の危険がある。NHLの試合では2002年3月16日、オハイオ州コロンバスで行われたコロンバス・ブルージャケッツ対カルガリー・フレームス戦において、エスペン・クヌートセンが放ったシュートがアウトオブバウンズになり、パックが観客席に飛び込んで観客の少女を直撃、頭蓋骨骨折で死亡するという事故も起きている。

### スケート靴
靴はラフなプレイから足や足首を護るように頑丈にできている。スピードより耐久性や小回りの利きの方が重要なため短く厚い刃が装着される。GK用の靴は脛に装着する防具があるためあまり目に見えないがプレイヤー用とは異なる。他のスケート靴に比べ怪我をしにくいようにできているがその分どうしても重くなる。しかし危険を減らすという性質が最も強く初心者でも悪い癖は比較的つきにくいのでスケートの練習には適している。
アイスホッケー用以外の靴を競技に用いるのは危険なため禁止されている。磨耗したり錆びたりした刃はプレイに不利なうえに危険なので定期的に研ぐ必要がある。錆の防止法は刃を乾燥させることが基本。研ぎ方を間違うと悪い癖のある靴になる。稀に新品などでも悪い研ぎ方をしていることがあるので、靴を変えた時はいきなり試合などに使わず、まず試しに滑走してみてから使うべきである。

### 防具
競技には危険が伴うが、かつてのプロリーグなどではヘルメットを着用せずプレーする選手が多く、前歯を欠損した選手の写真なども残っている。現在ではルールで防具の着用が義務付けられている。防具のうち、ヘルメットには目を保護するためにバイザーがついているものもあり、高校生以下の試合では、顔の前面全てに保護をつけること（フルフェイスマスクの着用）が義務付けられている。ほかに、肩周りや腰周りやひじのパット、喉・首を守るネックガード、すねを守るシンガードなどがある。また、靴も足と足首における防具の役割を担っている。団体によっては歯の噛みしめによる口内損傷と脳への衝撃を防ぐためのマウスガードの着用を義務付けることもある。
GKは顔面を保護する機能のあるヘルメットを被り、手の甲や足に特殊なパッドを装着し、スティックを持たない方の手にはパックをキャッチするためのグローブをはめる（野球で用いられるファーストミットに似ているが、サイズはこれよりも大きい）。基本的に防具も靴もGK用のほうが頑丈に作られているが、背中を見せることのないGKの性質上、後部はプレイヤー用のほうが強固に作られている。

## 女子アイスホッケー
歴史

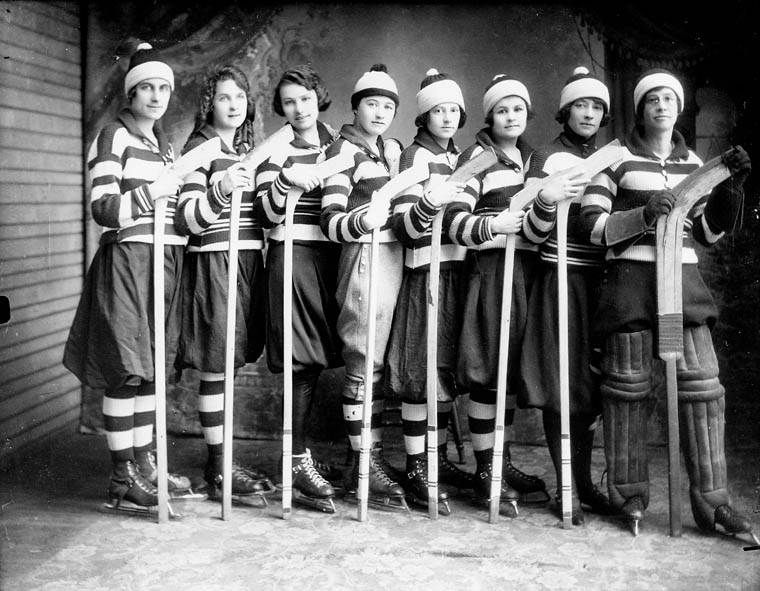
1921年 女子アイスホッケーチーム

女性が本格的にアイスホッケーをプレーするようになったのは19世紀後半。1890年代にはいくつかの試合がカナダのオタワやオンタリオで記録されている。当時のカナダ総督スタンリー卿一家の女性たちは、公邸のリドーホールの屋外アイスリンクでアイスホッケーの試合を行っていたことで知られている。
最も古い女子アイスホッケーに関する記録は、19世紀後半に遡る。男子アイスホッケー同様、これ以前に女性もスティックとボールを用いた氷上でのスポーツを行っていたが、男子同様、女子アイスホッケーも始めは組織化することなく徐々に発展していった。その後、1902年にモントリオールとトロワリヴィエールの間で実施されたトーナメントが、初の女子アイスホッケー選手権大会と銘打たれた。20世紀に入り、バンフ・ウィンターカーニバルなどのトーナメントが開催され、そこにはシアトル・ヴァンプスやバンクーバー・アマゾンズなど多くの女子チームが参加した。そして組織が発足し始めたのは1920年代。カナダにLadies Ontario Hockey Association in CanadaやDominion Women's Amateur Hockey Associationが設立された。
1961年、カナダ政府による「カナダのアマチュアスポーツの推奨、促進、発展を目指す」というフィットネス・アマチュアスポーツ方が施行されたのをきっかけに、女子アイスホッケーは大学などにも普及していった。
現在女子アイスホッケーは北米を中心に、世界中で子どもから大人と幅広い世代に、また大学スポーツとして普及している。2019年には、持続可能な女子プロリーグを創設することを目標に、150名以上の現役選手によって、北米にプロフェッショナル・ウィメンズ・ホッケープレーヤー・アソシエーションが発足された。
現在のメジャーな女子アイスホッケーリーグ：米国、カナダを拠点とするプロフェッショナル・ウィメンズ・ホッケー・リーグ（PWHL）、ロシア、中国を拠点とするジェンスカヤ ホッケー リーグ
女子プロアイスホッケーが普及する21世紀以前、プロの女子アイスホッケー選手として、男子選手とプレーした選手は主にゴールキーパーである傾向にある。USHLは1969〜70年、初の女子プロアイスホッケー選手を招待し、マーケット・アイロン・レンジャースが、当時18歳だったゴールキーパーのカレン・クックと契約した。これまでにNHLにてプレーした女子選手は、ゴールキーパーであるマノン・ロームただ一人である。ロームはNHLのプレシーズンにて、タンパベイ・ライトニングのゴールキーパーとして、セントルイス・ブルース、ボストン・ブルーインズと対戦した。2003年にはフォワードのヘイリー・ウィッケンハイザーが、フィンランドのスオミ・サルジャリーグのキルッコヌンミ・サラマトでプレーした。北米マイナーリーグでは、ローム以外にもゴールキーパーのケリー・ダイアーやエリン・ウィッテンなどの女子選手が時折活躍している。ディフェンスのアンジェロ・ルッジェーロはセントラルホッケーリーグのタルサ・オイラーズとして試合に出場し、北米リーグにてゴールキーパー以外のポジションでレギュラーシーズンにプレーした初の女子選手となった。
1995年から2005年にかけて、女子アイスホッケーの人口は400パーセントも増加した。
女子アイスホッケーがオリンピックの正式競技として追加されたのは1998年、日本で開催された冬季長野オリンピックであり、1990年に行われた初の世界選手権から8年後のことであった。
女子世界選手権
1987年にカナダ・トロントにて開催された世界女子アイスホッケートーナメントはIIHFに公認とはならなかったものの、女子アイスホッケー初の国際大会となった。2年後の1989年、現在のIIHF女子世界選手権の先駆けとなった、IIHF公認初の欧州女子選手権が西ドイツにて開催された。そして1990年、カナダ・オタワにて開催されたIIHF女子世界選手権が初の女子アイスホッケー公式の世界大会となった。現在大会は毎年開催され、オリンピックの年のみトップリーグは開催されない。
アイスホッケー女子日本代表は、2019年の世界選手権ディビジョンⅠで優勝し昇格して以来、トップディビジョンにてプレーしている。2022年、デンマークで行われた大会でフィンランドにGWSの末勝利し、歴代最高の5位となった。
防具
女子アイスホッケーでは、選手はフルフェイス付きのヘルメットの着用が義務付けられている。また局部を守る防具、ジョックの女性版、ジルまたはジルストラップを着用する。その他にも女性の体型に合わせてデザインされた、動きを妨げずに胸部を守るショルダーパッドも存在する。
ボディチェッキング
ボディチェッキングは女子アイスホッケーにおいて長い間、賛否両論を呼び、1980年半ばからカナダを中心に、国際的に禁止されてきた。1983年、カナダのロンダ・リーマン・テイラーはカナダ国内のすべての女子トーナメントにおけるボディチェックを禁止と提唱。1986年には、カナダの女子アイスホッケーリーグの一部でボディチェッキングは完全に排除となり、結果、女児のアイスホッケー人口を増やすきっかけとなった。
国際的にボディチェッキングは廃止されたのは、199年に開催された女子世界選手権以降のことである。これ以前ボディチェッキングは欧州含めほとんどの国でアイスホッケー競技の一部とされており、2000年半ばまではゴール前で相手を押したり、ひっかけたり、転ばしたりする妨害行為も認められていた。しかし、その頃にNHLが前述のような妨害行為を撤廃すると、女子アイスホッケーもそれに従うことになった。
現在IIHF女子アイスホッケーでは、ボディチェッキングはイリーガルヒットとしてマイナーペナルティー、メジャーペナルティー、ゲームミスコンダクト、またはマッチペナルティとしてペナルティをかせられる。
1980年代から1990年代に廃止された女子アイスホッケーにおけるボディチェッキングを、再び導入するか否かについては未だに論議の的となっている。ボディチェッキングの再導入に反対する者の中には、フィンランドの女子アイスホッケーディレクター、アルト・シエッピのように女子アイスホッケーの人口の減少に繋がりかねないと主張する人もいる。それに対し、父権的性差別と主張したスェーデンの女子アイスホッケー監督であるピーター・エランダーに対し、シエッピは以下のように発言した。
”ピーターは仲のいい友人だが、その主張には真っ向から反対する。そもそも女性のスポーツであり、もしボディチェッキングが許容されたとしたら、女子の参加は一気に減少するであろう。”
スウェーデン女子アイスホッケーリーグは2022年、2022-2023年シーズンはボディチェックを導入すると発表したが、オープンアイスでのヒットは禁止されたままであった。またこのプログラムはスウェーデンの2部リーグにおいても適用された。2024年に開幕した世界最高峰の女子アイスホッケーリーグであるPWHLにおいても、ボディーチェッキングは認められている。PWHLのルールブックによると、「パックを保持してプレーしていること、またはパックを保持しようとしていることが明らかな場合」ボディチェッキング認められるとし、ボード際でのチェックを用いた攻防も可能であることが記されている。 リーグ委員長であるジェイナ・ヘフォードは、ボディチェッキングは選手の意向で導入され、2024年の1月に開幕して以来、リーグの強いフィジカルが評判を呼んでいると話している。

## 日本のアイスホッケー事情
1915年、平沼亮三が日本に初めて用具一式を輸入。諏訪湖スケート会に寄贈したことがきっかけとなり、諏訪湖でプレイされた記録が残っている。その後、学生を中心に競技が実施されることとなるが、時を重ねるにつれて寒冷地の労働者の娯楽として発達した。時を経て、1966年に製紙企業の実業団を中心とした5チームで日本アイスホッケーリーグが開幕し、同リーグを中心に競技が発展してきた。
しかし、2000年前後に長引く不況により、親会社が業績不振に陥り、アイスホッケー部の廃部や統合が相次ぎ国内のチームは減少していった。
2003年、韓国のチームと共にアジアリーグを構築し、リーグ戦を実施。現在まで中国やロシア（サハリン）のチームの参加・脱退はあるものの、国内新規チームの創部・加入もあり、幾多のリーグの再編を経ながら国内のチームはクラブ化によりプロ競技・チームの存続を維持してきた。
2008年にSEIBUプリンスラビッツが廃部となり、2019年に横浜グリッツが発足するまでの間、首都圏を拠点とするトップチームが不在となる期間が続いた。
2021年に王子イーグルスがクラブチームに移行したことに伴い、実業団チームは消滅した。
北海道苫小牧市、釧路市で特にアイスホッケーが盛んであり、氷都と呼ばれる。他にも帯広市、札幌市、青森県八戸市や栃木県日光市なども競技が盛んな地域である。
以前は日本のアイスホッケー選手の大多数が苫小牧市や釧路市など北海道の出身であったが、近年では、東京や埼玉出身の選手が北海道の高校に進学して活躍することが増えている。
氷上でプレーする競技という特性上、スケートリンクの施設が不可欠であるため、競技人口はスケートリンクの所在に左右される。近年は施設の老朽化などによりスケートリンクが廃止され、競技環境としては悪化傾向にある。
その様な厳しい環境ではあるが、2018年の平昌オリンピック、2022年の北京オリンピックにおいてスマイルジャパンが活躍したことやプロリーグの活性化により僅かではあるが、徐々にアイスホッケーの認知度は上昇し、参加人口も増加傾向にある。

### 冬季オリンピック
本大会出場回数は男子8回、女子4回（2022年北京オリンピックまで）。
| 開催年 | 冬季オリンピック                         | 男子    | 女子 |
| ------ | ---------------------------------------- | ------- | ---- |
| 1936年 | ガルミッシュパルテンキルヘンオリンピック | 9位タイ | -    |
| 1960年 | スコーバレーオリンピック                 | 8位     | -    |
| 1964年 | インスブルックオリンピック               | 11位    | -    |
| 1968年 | グルノーブルオリンピック                 | 10位    | -    |
| 1972年 | 札幌オリンピック                         | 9位     | -    |
| 1976年 | インスブルックオリンピック               | 9位     | -    |
| 1980年 | レークプラシッドオリンピック             | 13位    | -    |
| 1998年 | 長野オリンピック                         | 13位    | 6位  |
| 2014年 | ソチオリンピック                         | -       | 8位  |
| 2018年 | 平昌オリンピック                         | -       | 6位  |
| 2022年 | 北京オリンピック                         | -       | 6位  |

※女子は長野オリンピックから公式競技

### トップリーグ
日本のアイスホッケーのトップリーグとして日本アイスホッケーリーグが1966年から2004年まで存在していた。
2003 - 2004年シーズンからは日本リーグとは別に韓国のチームであるハルラ・ウィニアを加えた5チーム（4回総当たり）で「アジアリーグアイスホッケー」が行われた。北米2か国（アメリカ合衆国とカナダ）をまたぐNHLを範にとり、アジア各国の強豪チームを集結させた大会を目指しており、2004 - 2005年シーズンからアジアリーグに3チームが新規加盟し規模が拡大されたことにより、日本リーグは休止になった。2024-2025年シーズン現在は日本からはレッドイーグルス北海道、東北フリーブレイズ、H.C.栃木日光アイスバックス、横浜GRITSが参戦している。
2024年には東名阪を活動拠点としてIJリーグが創設。

### 下部リーグ
2005 - 2006年シーズンより、日本アイスホッケーリーグは北海道と西日本の地方リーグとして復活した。
日本アイスホッケーリーグ北海道（通称：J-ice North）には札幌アイスホッケークラブ（旧札幌ポラリス）、釧路厚生社、タダノアイスホッケークラブ、05-06シーズンのみYONH.COM（ヨンエイチドットコム）06-07シーズンからセトルブレイズの4チームが加盟した。05-06シーズンは1回総当たり、06-07シーズンはホーム＆アウェーの2回戦総当りのリーグ戦である。
また、日本アイスホッケーリーグ西日本（通称：J-ice West）には香川アイスフェローズ（旧サーパス穴吹→サーパス香川）、兵庫県選抜、福岡県選抜の3チームが加盟。05-06シーズンは2回戦総当たり、06-07シーズンは主催団体の使途不明金疑惑に伴い縮小され1回戦総当たりで、このリーグ戦の優勝チームは日本のトップディヴィジョンであるアジアリーグで2006-07年までダブルフランチャイズながらも関西圏から参加した日光（神戸）アイスバックスと対戦できた。現在は経費などの都合で行われていない。
2015 - 2016年シーズン現在では、全国を6つのディビジョンに分割したリーグ戦と、ディビジョンの優勝チームで争われるJアイス・プレーオフが行われている。
その他、各都府県における社会人リーグも存在する。

### 大学アイスホッケー
大学におけるアイスホッケーリーグは各都道府県連盟に加盟する大学チームを地域に編成して行われている。
大学日本一を決定する大会は1926年より開始された日本学生氷上競技選手権大会である。
この大会以外では各地域ごとにリーグ戦やトーナメント戦が行われている。しかし、日本学生氷上競技選手権大会でほぼ毎年関東の大学が優勝していることから関東大学アイスホッケーリーグ戦（1部リーグ）と関東大学アイスホッケー選手権大会（Aグループ）は実質的に大学日本一決定戦となっている。日本学生氷上競技選手権大会・関東大学アイスホッケーリーグ戦（1部リーグ）・関東大学アイスホッケー選手権大会（Aグループ）の3大会で優勝するとスポーツ新聞では「大学三冠」と報道されることが多い。
大学男子アイスホッケーは黎明期から早稲田大学と明治大学が中心として動いており、この二強の牙城は高く、他の大学は崩せない状況が続いた。この早明2強体制に対して、1960年代後半から法政大学が頭角を現し、早明法の3強へ移行、1996年から東洋大学が日本学生氷上競技選手権大会6連覇を達成すると4強体制となっている。現在は早明法洋に加え中央大学の5強が群を抜いている。これを追って第二グループに頭一つリードして日大、以下慶應・日体大・専大・大東大などの大学が続き覇権（日本一）を争っている。2015年度の結果は優勝中央大学　準優勝日本体育大学　第3位明治大学　第4位東洋大学だった。
関西の有力校は、同志社大学・立命大・関西大学・関西学院大学・京産大・龍谷大などがあり、なかでも関西大学は2005年に同志社大学を21年ぶりに破りリーグ制覇し、2006年に大学としては日本初の屋内アイスアリーナを高槻キャンパスに建設するなど、全国の注目を集めている。
長野オリンピックから女子の正式種目として加えられスマイルジャパン（女子日本代表）で注目が集まる女子（大学女子）のアイスホッケーにおいても、2013年から第1回日本学生女子アイスホッケー大会が行われ、初代優勝校は東京女子体育大学、準優勝が日本体育大学だった。16校の地区代表校が参戦し競技人口も増えつつある。2017年度から日本学生氷上競技選手権大会女子アイスホッケー大会（インカレ・オープン大会）が初めて行われた。初代優勝校は、日本体育大学、準優勝は東京女子体育大学だった。2018年度優勝は、日本体育大学、準優勝は帯広畜産大学だった。
野球やサッカーに比べ年少者の競技人口が少なく、大学で始める者も多い。高須克弥は「経験者が少ないスポーツでなら、一番が狙えるのではないか」と考え昭和大学在籍中にアイスホッケー部を新設し初代主将に就任した。

### 全日本選手権
各リーグとは別に全日本アイスホッケー選手権が行われている。この大会はオープン大会でアジアリーグに参戦する5チームの他、大学チームやクラブチーム、高校チームがトーナメント形式で出場し、日本一を決める大会である。

### 女子アイスホッケー
日本では全国大会として、以下の大会が行われている。
リーグ戦女子日本アイスホッケーリーグ (2012年開始)
カップ戦全日本女子アイスホッケー選手権大会 (1982年開始)
予選リーグ後トーナメント日本学生女子アイスホッケー大会 (2013年開始)
この他に、各地方・都道府県大会が行われている。
女子チームとしては道路建設ペリグリン、SEIBUプリンセス ラビッツ、釧路ベアーズ、バックスレディース、GANBAX神戸などが名門として知られている。　　　
大学女子チームとしては、2015年から2018年まで日本体育大学が毎年1位4連勝を飾っている。

### 新型コロナウイルスとの戦い
2021年8月、北海道苫小牧市で開催されていた全国高等学校選抜アイスホッケー大会の試合会場で、新型コロナウイルス感染症の大規模クラスターが発生。当時、日本最大規模の150人の陽性判定者を出した。
日本アイスホッケー連盟はリンク内の空気の滞留状況などを調査した上で、換気対策を呼び掛けることとなった。
しかしながら2022年1月15日、16日に行われたアジアリーグアイスホッケーリーグの試合会場で、再び新型コロナウイルス感染症の大規模クラスターが発生。同月27日時点で165人が陽性判定者となった。
クラスターが発生した釧路市内の会場は、前年の苫小牧市の事例を踏まえて大型扇風機を配置するなど換気対策を講じていたこともあり、引き続き対策が求められることとなった。

## アイスホッケーを扱った作品

### 漫画
- ホッケーウルフ （原作：竹山洋、作画：小林辰禎、『週刊少年サンデー』1980年、既刊なし）
- METAL FINISH （鶴岡伸寿、『週刊少年ジャンプ』1990年 - 1991年、全2巻）
- トリックスター （原作：末田雄一郎、作画：高梨みどり、『週刊プレイボーイ』、1994年頃、全2巻）
- アイスマン （くじらいいく子、『週刊ヤングサンデー』1996年 - 1997年、全4巻）
- GO AHEAD （樋口大輔、『月刊少年ジャンプ』2005年 - 2006年、全4巻）
- 鉄腕ブレイク （篠原知宏、『週刊少年マガジン』2008年、全2巻）
- 88 （並木洋美、『月刊少年マガジン』2009年 - 2010年、全4巻）
- スピナマラダ! （野田サトル、『週刊ヤングジャンプ』2011年 - 2012年、全6巻）
  - ドッグスレッド（『週刊ヤングジャンプ』2023年 - 連載中）：スピナマラダ！のリメイク作
- 氷の国の王子様 （小野ハルカ、『週刊少年サンデーS』、2012年 - 2013年、全3巻）
- 氷球姫×常磐木監督の過剰な愛情 (小野ハルカ、『週刊少年サンデー』、2013年‐2015年、全7巻)
その他
  - さわやか万太郎 （本宮ひろ志、『週刊少年ジャンプ』1978年 - 1979年）（主人公が様々なスポーツに挑戦する作品。おそらく最初にアイスホッケーを扱った作品、主人公はGK。）
  - 火の玉ボーイ （石渡治、『週刊少年サンデー』1982年 - 1985年）（単行本第8巻、第9巻で主人公がアイスホッケーに挑戦する描写が一部掲載された。）
  - スクラッチタイム （五十嵐浩一、『ヤングキング』1988年頃）（単行本第2巻の一部に描写がある。）
  - 行け!!南国アイスホッケー部 （久米田康治、『週刊少年サンデー』1991年 - 1996年）（鹿児島県の高校にあるアイスホッケー部を舞台とする作品。全23巻だがアイスホッケーを行うのは単行本第4巻程度まで）

### テレビアニメ
- プラオレ!〜PRIDE OF ORANGE〜(原作:プラオレ！メディアミックスパートナーズ　監督:安齋剛文　脚本:待田堂子　キャラクターデザイン:田中芽衣)　2021年 全12話

### ドラマ
- 「ママたちが戦争を始めた!」（女子アイスホッケー）1985年 日本テレビ
- 「プライド」 2004年 フジテレビ

### 映画
北米ではメジャーなスポーツであるためアイスホッケーを題材とした映画が多く作られている。日本国内でソフトが入手可能な主な作品を紹介する。
- 「スラップ・ショット」 (Slap Shot (film)) （1977年）
- 「The Sweater」 (The Hockey Sweater) （1979年）
- 「栄光のエンブレム」（1986年）
- 「飛べないアヒル 原題: THE MIGHTY DUCKS (CHAMPIONS)」 (The Mighty Ducks) （1992年）
- 「D2 マイティ・ダック 原題: D2:THE MIGHTY DUCKS」 (D2: The Mighty Ducks) （1994年）
- 「D3 マイティ・ダックス 飛べないアヒル3 原題: D3:THE MIGHTY DUCKS」（1996年）
- 「ミステリー、アラスカ」 (Mystery, Alaska) （1999年）
- 「The Rhino Brothers」（2001年）
- 「スラップショット2」 (Slap Shot 2: Breaking the Ice) （2002年）
- 「ミラクル」 （2004年） ※ 1980年 レークプラシッド冬季オリンピック大会、大学生を中心に構成された米国代表チームが、4連覇中のソ連代表チームに挑んだ実話。
- 「ラフ・ショット」  (Chicks with Sticks) （2004年）
- 「スマイル 聖夜の奇跡」（2007年） ※監督 陣内孝則
- 「スラップ・ショット3」 (Slap Shot 3: The Junior League) （2008年）
- 「俺たち喧嘩スケーター」 (Goon (film)) （2011年）

### カードゲーム
- スラップショット （アバロンヒル） アイスホッケーのチームの監督となり、リーグ優勝を目指すカードゲーム。日本語版も発売された。
- 氷上の怪人 （ホワイトウィンド） 上記の「スラップショット」が絶版になった後に、改良を加え版元を変えて発売されたもの。
- パワープレイ （アミーゴ de:Amigo） 上記の「氷上の怪人」が絶版になった後に、改良を加え版元を変えて発売されたもの。
- アイスコールドアイスホッケー　アイスホッケーを簡略化し、ゲームとして遊べるようにしてある。公式サイト(英語)でカード一覧がPDFで無料配布されており、無料で遊ぶことができる。

### ゲームソフト
SG-1000
- チャンピオンアイスホッケー（セガ）

ファミリーコンピュータ
- いけいけ熱血ホッケー部（テクノスジャパン）
- USA ICE HOCKEY in FC（ジャレコ）
- スティックハンター（ケイ・アミューズメントリース）
- アイスホッケー（任天堂）（ファミリーコンピュータ ディスクシステム用ソフト）
- コナミックアイスホッケー（コナミ）（ファミリーコンピュータ ディスクシステム用ソフト）

ゲームボーイ
- ワールドアイスホッケー（アテナ）
- コナミックアイスホッケー（コナミ）

メガドライブ
- プロホッケー（エレクトロニック・アーツ・ビクター）

PCエンジン
- ヒット・ジ・アイス（タイトー）
- TVスポーツ アイスホッケー（ビクター音楽産業）

スーパーファミコン
- USAアイスホッケー（ジャレコ）
- スーパースラップショット（アルトロン）
- スーパーホッケー'94（ヨネザワ）
- NHL プロホッケー'94（エレクトロニック・アーツ・ビクター）

セガサターン
- NHLパワープレイ'96（ヴァージンインタラクティブエンターテインメント）
- NHL 97（ヴァージンインタラクティブエンターテインメント）

PlayStation
- アクチュアアイスホッケー（コナミデジタルエンタテインメント）
- NHL POWERPLAY'96（ヴァージンインタラクティブエンターテインメント）
- NHL 97（エレクトロニック・アーツ・ビクター）
- NHL Blades of Steel 2000（コナミデジタルエンタテインメント）

NINTENDO64
- ウェイン・グレツキー 3Dホッケー（ゲームバンク）
- オリンピックホッケー ナガノ98（コナミ）

ドリームキャスト
- NHL 2K2（セガ）

PlayStation 2
- ESPN National Hockey Night(コナミ)
- NHL 2002（エレクトロニック・アーツ）

DS・Wii
- マリオ&ソニック AT バンクーバーオリンピック

2010年に開催されたバンクーバーオリンピックのゲームである。 なお、通常のアイスホッケーとは違い人数が4人となっている（DS版は3人）。また、ドリーム競技版「フィーバーホッケー」がある（不思議なマシンにパックを入れるとアイテムが出たり、得点が変わったりする）。
PlayStation 3
- NHL 2K9（スパイク）
- NHL 2K10（スパイク）

Xbox 360
- NHL 2K10（スパイク）

アーケードゲーム
- ホッケーTV（セガ）
- ブルファイター（セガ、アルファ電子）
- ファイティングアイスホッケー（データイースト）
- フェイスオフ（バンダイナムコゲームス）（Wii（バーチャルコンソールアーケード））

その他
- NHLシリーズ（エレクトロニック・アーツ）
- Gretzky NHL（SONY）